# 列奥纳多 (2011年电视剧)
列奥纳多（英語：Leonardo）是一部英国儿童节目，讲述了少年列奥纳多·达·芬奇（喬納森·拜利饰）的冒险故事。
本剧的创意由Tom Mason和Dan Danko提出，他们本来想写一本书。BBC看上了他们的点子，并在南非拍摄了此节目。
本剧共有两季，分别由13集组成，于2012年和2013年在CBBC播出。